# فهرست نمایندگان دوره پانزدهم مجلس شورای ملی
آنچه در پی می‌آید فهرست نمایندگان دورهٔ پانزدهم مجلس شورای ملی ایران است که از ۲۵ تیر ۱۳۲۶ تا ۶ مرداد ۱۳۲۸ دایر بود.
| شمارهٔ ردیف | حوزهٔ انتخابیه                | نماینده                                    | توضیحات |
| ---------- | ---------------------------- | ------------------------------------------ | --- |
| ۱          | تهران                        | علی امینی                                  | رئیس کمیسیون بازرگانی و پیشه و هنر |
| ۲          | تهران                        | خسرو هدایت                                 | رئیس و سپس مخبر کمیسیون راه |
| ۳          | تهران                        | جلال عبده                                  | |
| ۴          | تهران                        | جواد آشتیانی                               | رئیس کمیسیون بهداری |
| ۵          | تهران                        | عبدالحسین نیک‌پور                           | رئیس کمیسیون بازرگانی و پیشه و هنر |
| ۶          | تهران                        | ابوالحسن صادقی                             | مخبر کمیسیون بازرگانی |
| ۷          | تهران                        | عباس مسعودی                                | نایب رئیس کمیسیون دارایی |
| ۸          | تهران                        | سید علی بهبهانی                            | رئیس کمیسیون بودجه |
| ۹          | تهران                        | سید هاشم وکیل                              | رئیس کمیسیون عرایض |
| ۱۰         | تهران                        | محمدتقی بهار (ملک‌الشعراء)                  | رئیس کمیسیون فرهنگ |
| ۱۱         | تهران                        | علی وکیلی                                  | مخبر کمیسیون دارایی |
| ۱۲         | تهران                        | صادق رضازاده شفق                           | رئیس کمیسیون خارجه |
| ۱۳         | آباده                        | محمدحسین صولت قشقایی                       | منشی کمیسیون خارجه - نایب رئیس کمیسیون نظام |
| ۱۴         | اراک                         | عزت‌الله بیات                               | رئیس کمیسیون نظام |
| ۱۵         | اراک                         | حسین مکی                                   | منشی کمیسیون عرایض - نایب رئیس کمیسیون راه |
| ۱۶         | اردبیل                       | مهدی باتمانقلیچ                            | |
| ۱۷         | اصفهان                       | سید حبیب‌الله امین (امین‌التجار)             | رئیس کمیسیون بازرگانی و سپس مبتکرات |
| ۱۸         | اصفهان                       | عزیزالله اعزاز نیک‌پی (اعزازالدوله)         | رئیس کمیسیون‌‌های پست و تلگراف و مبتکرات |
| ۱۹         | اصفهان                       | صفا امامی                                  | منشی کمیسیون‌های کشور و مبتکرات |
| ۲۰         | اهر و ارسباران               | علی‌اکبر امامی اهری                         | نایب رئیس کمیسیون دادگستری |
| ۲۱         | ایرانشهر و بلوچستان          | ارباب مهدی یزدی                            | منشی کمیسیون عرایض |
| ۲۲         | بابل                         | اسدالله یمین اسفندیاری (یمین‌الممالک)       | نایب رئیس کمیسیون خارجه - رئیس کمیسیون دارایی |
| ۲۳         | بابل                         | سید عباس اسلامی                            | منشی کمیسیون راه |
| ۲۴         | بابل                         | احمد شریعت‌زاده (مشاور)                     | |
| ۲۵         | بجنورد                       | اردشیر شادلو                               | |
| ۲۶         | بروجرد                       | عبدالحسین اعتبار                           | |
| ۲۷         | بروجرد                       | محمد طباطبائی بروجردی (سلطان‌العلماء)       | نایب رئیس کمیسیون دادگستری |
| ۲۸         | بم                           | علی‌اکبر سالار بهزادی (سالار اسعد)          | نایب رئیس کمیسیون‌های کشاورزی و پست و تلگراف |
| ۲۹         | بندر پهلوی                   | ابوالمکارم معتمد دماوندی                   | منشی مجلس تا ۱۶ مهر ۱۳۲۶ - مخبر کمیسیون‌های پست و تلگراف و مبتکرات                                                                                    |
| ۳۰         | بندرعباس                     | مصطفی مصباح‌زاده                            | منشی کمیسیون بودجه |
| ۳۱         | بوشهر                        | شکرالله صفوی                               | |
| ۳۲         | بوشهر                        | احمد فرامرزی                               | |
| ۳۳         | بهبهان و کهگیلویه            | سلطان علی سلطانی                           | نایب رئیس کمیسیون دارایی |
| ۳۴         | بیجار و گروس                 | عبدالحسین اورنگ (شیخ‌الملک)                 | |
| ۳۵         | بیرجند و قائنات              | محمدعلی منصف                               | |
| ۳۶         | تبریز                        | جواد گنجه‌ای                                | نایب رئیس از ۱۶ مهر ۱۳۲۶ |
| ۳۷         | تبریز                        | ابوالقاسم لیقوانی                          | |
| ۳۸         | تبریز                        | اسدالله مامقانی                            | |
| ۳۹         | تبریز                        | یوسف مجتهدی                                | نایب رئیس کمیسیون بهداری |
| ۴۰         | تبریز                        | علی‌اکبر ملکی (نصرت‌الملک)                   | مخبر کمیسیون بهداری - منشی کمیسیون مبتکرات |
| ۴۱         | تبریز                        | امیر نصرت‌الله اسکندری                      | رئیس کمیسیون کشور و سپس دارایی |
| ۴۲         | تبریز                        | سید حسن تقی‌زاده                            | رئیس کمیسیون تجدید نظر در آیین‌نامه مجلس |
| ۴۳         | تبریز                        | محمدنقی خوئی لر                            | منشی کمیسیون پست و تلگراف |
| ۴۴         | تبریز                        | ناصرالدین میرزا ناصری                      | نایب رئیس کمیسیون دارایی |
| ۴۵         | تربت حیدریه                  | جعفر کفائی                                 | مخبر کمیسیون فرهنگ و سپس خارجه - منشی کمیسیون تجدید نظر در آیین‌نامه مجلس                                                                             |
| ۴۶         | جهرم                         | ابوالفضل حاذقی                             | منشی مجلس تا ۱۶ مهر ۱۳۲۶ - کارپرداز مجلس از ۱۹ فروردین تا ۲۰ مهر ۱۳۲۷ - مخبر کمیسیون‌های عرایض و فرهنگ - منشی کمیسیون رسیدگی به برنامه هفت ساله       |
| ۴۷         | جیرفت                        | سلیمان ضیاء ابراهیمی (ضیاءالواعظین)        | نایب رئیس کمیسیون دادگستری |
| ۴۸         | خرم‌آباد و لرستان             | محمدعلی غضنفری                             | منشی کمیسیون‌های نظام و کشاورزی |
| ۴۹         | خرم‌آباد و لرستان             | محمدعلی کشاورز صدر                         | مخبر کمیسیون نظام |
| ۵۰         | خرمشهر                       | عبدالحسین راجی                             | رئیس کمیسیون بهداری |
| ۵۱         | خلخال                        | احمد دهقان                                 | منشی و سپس مخبر کمیسیون نظام |
| ۵۲         | خوانسار وگلپایگان            | عبدالله معظمی                              | مخبر کمیسیون خارجه - رئیس کمیسیون فرهنگ - نایب رئیس کمیسیون تجدید نظر در آیین‌نامه مجلس - ناظر بر بانک ملی و چاپ اسکناس                               |
| ۵۳         | خوی، ماکو و سلماس            | نورالدین امامی                             | نایب رئیس کمیسیون عرایض - رئیس کمیسیون راه |
| ۵۴         | خوی، ماکو و سلماس            | کامل ماکوئی                                | رئیس و سپس نایب رئیس کمیسیون کشاورزی |
| ۵۵         | درگز                         | حسن مکرم (مکرم‌السلطان)                     | |
| ۵۶         | دزفول                        | امیرحسین‌خان ایلخان ظفر (ایلخان ظفر بختیار) | نایب رئیس مجلس |
| ۵۷         | دشت گرگان و گنبد قابوس       | محمد آخوند گرگانی                          | |
| ۵۸         | دشت میشان، بنی طرف و سوسنگرد | اسدالله موسوی                              | منشی مجلس از ۱۵ فروردین ۱۳۲۷ تا پایان مجلس - نایب رئیس کمیسیون بازرگانی                                                                              |
| ۵۹         | دماوند                       | محمدعلی مسعودی                             | |
| ۶۰         | رشت                          | حسن اکبر                                   | منشی مجلس از ۱۵ مهر ۱۳۲۷ تا ۱۶ فروردین ۱۳۲۸ - نایب رئیس کمیسیون عرایض                                                                                |
| ۶۱         | رشت                          | ابوالقاسم امینی                            | کارپرداز مجلس - مخبر کمیسیون کشاورزی - نایب رئیس کمیسیون دارایی                                                                                      |
| ۶۲         | رضائیه                       | محمد ساعد                                  | در آبان ۱۳۲۷ نخست وزیر شد |
| ۶۳         | رفسنجان                      | مهدی معین‌زاده باقری                        | منشی و سپس نایب رئیس کمیسیون کشاورزی - منشی کمیسیون بازرگانی و پیشه و هنر                                                                            |
| ۶۴         | زابل و سیستان                | عبدالله وثوق (معتمدالسلطنه)                | نایب رئیس کمیسیون خارجه |
| ۶۵         | زنجان                        | سلطان ابراهیم‌خان افخمی (امیر اشرف)         | کارپرداز مجلس تا ۲۰ مهر ۱۳۲۷ و از ۱۶ فروردین ۱۳۲۸ تا پایان مجلس - رئیس کمیسیون رسیدگی به برنامه هفت ساله                                             |
| ۶۶         | زنجان                        | محمد ذوالفقاری (امیر اسعد)                 | نایب رئیس کمیسیون نظام |
| ۶۷         | زنجان                        | ناصر ذوالفقاری                             | منشی کمیسیون خارجه |
| ۶۸         | ساری                         | مرتضی شریف‌زاده خاوری                       | منشی کمیسیون پست و تلگراف و سپس بهداری |
| ۶۹         | ساری                         | منوچهر کلبادی                              | منشی کمیسیون راه |
| ۷۰         | ساوه و زرند                  | عمادالدین سزاوار                           | مخبر کمیسیون دادگستری |
| ۷۱         | سبزوار                       | عبدالقدیر آزاد                             | |
| ۷۲         | سبزوار                       | سید ابوالحسن حائری‌زاده                     | رئیس کمیسیون مبتکرات - مخبر کمیسیون کشور |
| ۷۳         | سراب و گرمرود (میانه)        | احمد بهادری                                | منشی کمیسیون نظام |
| ۷۴         | سقز و بانه                   | محمد عباسی دهبکری                          | منشی کمیسیون مبتکرات و سپس، نظام |
| ۷۵         | سمنان و دامغان               | جواد عامری                                 | رئیس کمیسیون دادگستری |
| ۷۶         | سنندج                        | فرج‌الله آصف (سردار معظم)                   | رئیس کمیسیون نظام |
| ۷۷         | سنندج                        | ناصرقلی اردلان                             | مخبر کمیسیون دارایی |
| ۷۸         | سنندج                        | حسین وکیل                                  | نایب رئیس کمیسیون پست و تلگراف |
| ۷۹         | سیرجان                       | عبدالله عدل اسفندیاری (عدل‌السلطنه)         | منشی کمیسیون کشاورزی |
| ۸۰         | سیرجان                       | حسن مرآت اسفندیاری (مرآت‌السلطنه)           | کارپرداز مجلس از ۱۶ مهر ۱۳۲۶ - در ۲۴ آبان ۱۳۲۶ درگذشت                                                                                                |
| ۸۱         | شاهرود                       | غلامرضا فولادوند                           | منشی مجلس - منشی کمیسیون‌های دادگستری و رسیدگی به برنامه هفت ساله                                                                                     |
| ۸۲         | شوشتر                        | ابوالقاسم بهبهانی                          | منشی کمیسیون دارایی - نایب رئیس کمیسیون مبتکرات |
| ۸۳         | شهر ری                       | مهدی مشایخی                                | منشی و سپس مخبر کمیسیون مبتکرات - منشی کمیسیون کشور و سپس دارایی                                                                                     |
| ۸۴         | شهرضا                        | ابوالفتح قهرمان (سردار اعظم)               | نایب رئیس کمیسیون کشاورزی |
| ۸۵         | شهرکرد و بختیاری             | آقاخان بختیار                              | اقتصاد دان |
| ۸۶         | شهریار و ساوجبلاغ            | بهاءالدین کهبد                             | اعتبارنامه‌اش در ۲۹ امرداد ۱۳۲۶ رد شد اما دوباره در میان‌دوره‌ای انتخاب شد و به مجلس بازگشت - مخبر کمیسیون بازرگانی و پیشه و هنر - منشی کمیسیون مبتکرات |
| ۸۷         | شیراز                        | رضا حکمت (سردار فاخر)                      | رئیس مجلس |
| ۸۸         | شیراز                        | ابوالحسن رضوی شیرازی                       | نایب رئیس کمیسیون دادگستری - مخبر کمیسیون‌های کشور و تجدید نظر در آیین‌نامه مجلس                                                                       |
| ۸۹         | شیراز                        | مهدی صدرزاده                               | منشی مجلس از ۱۶ مهر ۱۳۲۶ تا پایان مجلس - منشی کمیسیون‌های فرهنگ و دادگستری                                                                            |
| ۹۰         | شیراز                        | محمدقلی قوامی                              | منشی کمیسیون فرهنگ و سپس، دارایی |
| ۹۱         | شیراز                        | جواد ملک‌پور                                | منشی کمیسیون بازرگانی و پیشه و هنر |
| ۹۲         | طوالش و گرگانرود             | رضا رفیع (قائم مقام‌الملک)                  | رئیس کمیسیون دارایی و سپس خارجه |
| ۹۳         | فردوس و طبس                  | محسن گنابادی                               | |
| ۹۴         | فسا                          | غلامحسین صاحب دیوانی                       | منشی کمیسیون‌های کشاورزی و مبتکرات - نایب رئیس کمیسیون نظام                                                                                           |
| ۹۵         | فسا                          | عباسقلی عرب شیبانی                         | کارپرداز مجلس از ۲۰ مهر ۱۳۲۷ تا ۱۸ فروردین ۱۳۲۸ - مخبر کمیسیون نظام                                                                                  |
| ۹۶         | فومن                         | محمدعلی دادور                              | منشی مجلس تا ۱۵ مهر ۱۳۲۷ و از ۱۶ فروردین ۱۳۲۸ تا پایان مجلس - منشی کمیسیون راه و سپس، کشاورزی                                                        |
| ۹۷         | فیروزآباد                    | خسرو قشقائی                                | |
| ۹۸         | قزوین                        | عسگر صاحب جمع                              | منشی کمیسیون بودجه |
| ۹۹         | قزوین                        | نصرالله لاهوتی                             | منشی کمیسیون دادگستری |
| ۱۰۰        | قم                           | ابوالفضل تولیت (مصباح‌التولیه)              | |
| ۱۰۱        | قوچان                        | غلامحسین رحیمیان                           | نایب رئیس کمیسیون مبتکرات |
| ۱۰۲        | کاشان و نطنز                 | احمد اخوان                                 | رئیس کمیسیون راه |
| ۱۰۳        | کاشان و نطنز                 | عباس نراقی                                 | منشی کمیسیون‌های دادگستری و فرهنگ - ناظر بر بانک ملی و چاپ اسکناس                                                                                     |
| ۱۰۴        | کاشمر                        | علی اقبال (اقبال‌السلطان)                   | مخبر کمیسیون عرایض |
| ۱۰۵        | کرمان                        | مظفر بقائی کرمانی                          | نایب رئیس کمیسیون‌های بودجه و فرهنگ |
| ۱۰۶        | کرمان                        | احمد رضوی                                  | کارپرداز مجلس تا ۱۶ مهر ۱۳۲۶ - مخبر کمیسیون کشور |
| ۱۰۷        | کرمانشاه                     | عزیز اعظم زنگنه                            | منشی مجلس از ۱۶ مهر ۱۳۲۶ تا ۱۵ فروردین ۱۳۲۷ - منشی کمیسیون خارجه                                                                                     |
| ۱۰۸        | کرمانشاه                     | هدایت‌الله پالیزی (رفعت‌السلطنه)             | کارپرداز مجلس از ۲۰ شهریور ۱۳۲۷ تا پایان مجلس - منشی و سپس نایب رئیس کمیسیون کشور                                                                    |
| ۱۰۹        | کرمانشاه                     | ابوالفتح دولتشاهی                          | نایب رئیس کمیسیون کشور |
| ۱۱۰        | کرمانشاه                     | عباس قبادیان                               | رئیس کمیسیون نظام |
| ۱۱۱        | گرگان                        | خلیل فلسفی                                 | منشی و سپس نایب رئیس کمیسیون بهداری |
| ۱۱۲        | لار                          | عبدالرحمن فرامرزی                          | نایب رئیس کمیسیون کشور - مخبر کمیسیون فرهنگ |
| ۱۱۳        | لاهیجان و لنگرود             | حسن ارسنجانی                               | در ۱۲ آبان ۱۳۲۶ اعتبارنامه‌اش رد شد |
| ۱۱۴        | محلات و خمین                 | شهاب‌الدین خسروانی                          | منشی کمیسیون بازرگانی - مخبر و سپس نایب رئیس کمیسیون راه - مخبر کمیسیون رسیدگی به برنامه هفت ساله                                                    |
| ۱۱۵        | مراغه                        | فتحعلی افشار                               | منشی کمیسیون‌های دارایی و راه |
| ۱۱۶        | مراغه                        | ابوالحسن ملکی                              | نایب رئیس کمیسیون راه |
| ۱۱۷        | مشکین شهر                    | احمد متین‌دفتری                             | |
| ۱۱۸        | مشهد                         | محمدابراهیم امیرتیمور کلالی (سردار نصرت)   | مخبر کمیسیون دارایی |
| ۱۱۹        | مشهد                         | مسعود ثابتی                                | منشی کمیسیون دارایی - مخبر کمیسیون کشاورزی |
| ۱۲۰        | مشهد                         | سلمان اسدی                                 | منشی کمیسیون دارایی |
| ۱۲۱        | مشهد                         | یونس آقا وهاب‌زاده                          | |
| ۱۲۲        | ملایر، نهاوند و تویسرکان     | اسماعیل ظفری (ظفرالسلطان)                  | رئیس کمیسیون کشاورزی |
| ۱۲۳        | ملایر، نهاوند و تویسرکان     | هاشم ملک مدنی                              | رئیس کمیسیون‌ عرایض و سپس، کشور |
| ۱۲۴        | مهاباد                       | (نماینده نداشت)                            | |
| ۱۲۵        | نائین                        | عبدالحسین طبا                              | نایب رئیس کمیسیون راه - مخبر کمیسیون بهداری |
| ۱۲۶        | نجف آباد                     | محمود محمود                                | رئیس سنی |
| ۱۲۷        | نیشابور                      | حسن نبوی                                   | نایب رئیس مجلس تا ۱۶ مهر ۱۳۲۶ |
| ۱۲۸        | ورامین و ایوانکی             | محمدرضا آشتیانی‌زاده                        | مخبر کمیسیون راه |
| ۱۲۹        | همدان                        | عباس اسکندری                               | مخبر کمیسیون مبتکرات |
| ۱۳۰        | همدان                        | تقی برزین                                  | نایب رئیس کمیسیون رسیدگی به برنامه هفت ساله |
| ۱۳۱        | یزد                          | سید عباس فاضلی                             | منشی کمیسیون مبتکرات |
| ۱۳۲        | یزد                          | میرزا محمدحسین نواب                        | |
| ۱۳۳        | یزد                          | محمد هراتی                                 | |
| ۱۳۴        | ارامنه جنوب                  | (نماینده نداشتند)                          | |
| ۱۳۵        | ارامنه شمال و کلدانیان       | آرام بوداغیان                              | |
| ۱۳۶        | زرتشتیان                     | رستم گیو                                   | |
| ۱۳۷        | کلیمیان                      | مراد اریه                                  | در مجلس حضور نیافت و در ۱۳ خرداد ۱۳۲۷ استعفا داد |